# Leopard-Skin Pill-Box Hat
"Leopard-Skin Pill-Box Hat" é uma canção escrita pelo músico e compositor norte-americano Bob Dylan para seu álbum Blonde on Blonde, de 1966. Como muitas outras canções do músico no período de 1965 a 1966, esta apresenta letras surreais e divertidas estabelecidas como um acompanhamento de blues elétrico.

## Letras
As letras de Dylan ridicularizam carinhosamente uma "vítima da moda" que usa um chapéu pillbox de leopardo. O chapéu era um utensilio da moda usado por senhoras nos Estados Unidos em meados dos anos 1960, o mais famoso usado por Jacqueline Kennedy. Dylan cruza a satírica imagem da alta moda deste acessório com material de pele de leopardo, percebido como mais vulgar e de produção inferior. A canção também foi escrita e lançada depois que os chapéus pillbox estavam no auge da moda.
Alguns jornalistas e biógrafos de Dylan especularam que a canção foi inspirada por Edie Sedgwick, atriz e modelo associado a Andy Warhol. Também tem sido sugerido que Sedgwick foi uma inspiração para outras canções do músico na época, particularmente algumas de Blonde on Blonde.

## Influências
A música melodicamente e liricamente se assemelha a "Automobile Blues" de Lightnin' Hopkins, com o verso de abertura de Dylan: "Bem, eu vejo que você está com seu novo chapéu de leopardo", ecoando com "Eu vi você rodando em seu novo carro", de Hopkins, e o repetido verso de "... novo chapéu de leopardo", melodicamente originário da mesma maneira que o refrão de Hopkins: "... no seu novo carro rápido." A referência de Dylan à "porta da garagem" no verso final da música também pode ser uma alusão ao automóvel da canção de Hopkins.
Em 2013, o grupo experimental de hip-hop Death Grips lançou uma canção intitulada "You Might Think He Loves You For Your Money But I Know What He Really Loves You For It’s Your Brand New Leopard Skin Pillbox Hat", nomeado em homenagem a um dos versos da música.

## Sessões de gravação
Dylan começou a incluir "Leopard-Skin Pill-Box Hat" em seus concertos ao vivo com o The Hawks no final de 1965, e a música foi uma das primeiras composições tentadas pelo músico e a banda quando em janeiro de 1966 eles foram para os estúdios de gravação da Columbia em Nova Iorque para gravar material para o álbum Blonde on Blonde. A música foi tentada em 25 de janeiro (2 tomadas) e 27 de janeiro (4 tomadas), mas nenhuma gravação foi considerada satisfatória. Uma das tomadas de 25 de janeiro foi lançada em 2005 no The Bootleg Series Vol. 7: No Direction Home: The Soundtrack.
Frustrado com a falta de progresso feito com os Hawks nas sessões de Nova Iorque (apenas uma música, "One of Us Must Know (Sooner or Later)", foi realizada com sucesso), Dylan mudou-se para Nashville, Tennessee, em fevereiro de 1966, onde a noite do primeiro dia de gravação (14 de fevereiro) foi dedicada a "Leopard-Skin Pill-Box Hat". Presentes na sessão estavam Charlie McCoy (guitarra e baixo), Kenny Buttrey (bateria), Wayne Moss (guitarra), Joseph A. Souter Jr. (guitarra e baixo), Al Kooper (órgão), Hargus Robbins (piano) e Jerry Kennedy (guitarra). No começo do dia, Dylan e a banda haviam conseguido sucessos satisfatórios de "Fourth Time Around" e "Visions of Johanna" (que foram incluídos no álbum), mas nenhuma das 13 tomadas da música gravadas em 14 de fevereiro satisfez o cantor. Dylan logo deixou Nashville para tocar alguns shows com os Hawks. Ele retornou em março para um segundo conjunto de sessões. Uma tomada satisfatória de "Leopard-Skin Pill-Box Hat" foi finalmente alcançada na madrugada de 10 de março de 1966, por Dylan junto com Kenny Buttrey, Henry Strzelecki no baixo, e Robbie Robertson dos Hawks na guitarra (embora o próprio Dylan toca guitarra nos 12 compassos da abertura da música).
As sessões de gravação foram lançadas na íntegra na edição de 18 discos do Collector's Edition do The Bootleg Series Vol. 12: The Cutting Edge 1965–1966 em 6 de novembro de 2015, com destaques do 14 de fevereiro de 1966, faixas não editadas que aparecem nas versões de 6 e 2 discos desse álbum.